# Gulielma Lister
Gulielma Lister (28 de octubre de 1860 – 18 de mayo de 1949) fue una botánica y micóloga inglesa; y, considerada una autoridad internacional en Mycetozoa.

## Biografía
Lister nació en Sycamore House, Leytonstone el 28 de octubre de 1860, una de siete hijos de Arthur y Susanna Lister. Nacida en una prominente familia cuáquera, siendo nieta de J.J. Lister; y, sobrina de Lord Lister. Lister fue educada en casa; y, el último año en el Bedford College para Niñas. En ese tiempo en Bedford, recibió una base en botánica sistemática y estructural. Su madre era una artista formalmente entrenada , lo cual enriqueció su formación escolar hogareña.
Lister vivió en Leytonstone, mayormente en la casa de verano familiar en Lyme Regis, donde condujo mucho de su trabajo de campo. Falleció en su casa natal el 18 de mayo de 1949, tras un golpe. Es conmemorada en la sepultura 07 en la Quaker Meeting House, en Bush Road, donde sus cenizas fueron dispersadas.

## Obra botánica y micológica

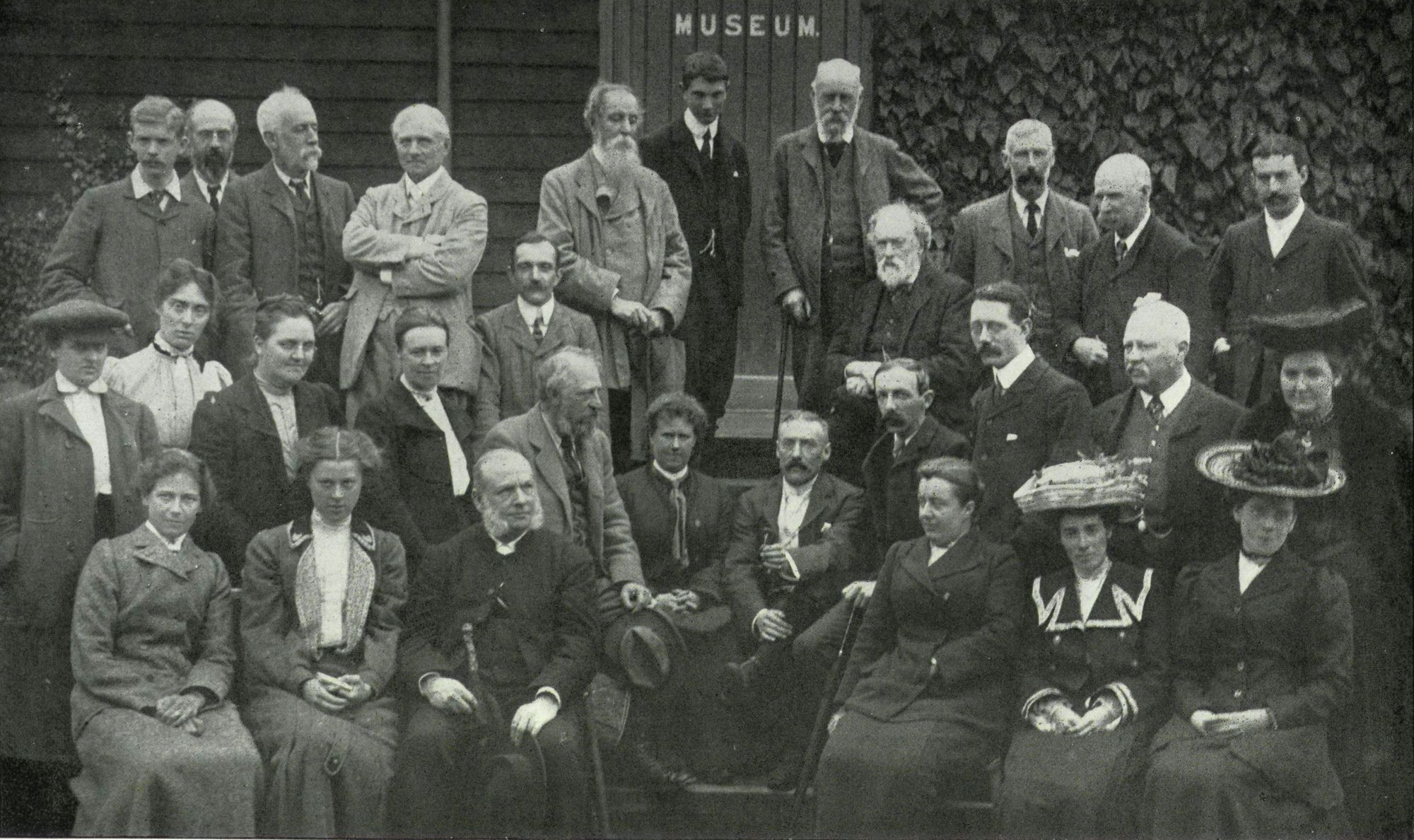
Fotografía grupal de la British Micological Society, en la Incursión de Hongos de Haslemere del 25 al 30 de septiembre de 1905. Fila trasera, de izquierda a derecha: Arthur Disbrowe Cotton, Alfred Adams, John Frederick Rayner, Dr. H.G. Peacock, Ernest William Swanton, Jonathan Hutchinson, Sr. Taylor, W. Watson, Arthur Hugh Lister, Rennie. D. Mackenzie, William Beriah Allen. Fila del medio: J. Eyre, A. Fry, Anie Lorrain Smith, Giulielma Lister, Charles Bagge Plowright, Sra. Emma Amy Rea, Carleton Rea, Rowland Harry Biffen (presidente), G.C. Hughes, Charles Pavin Bird (1847-1926), Sra. Bird. Fila delantera: Sra. A. Montague, E. Plowright, William Leigh Williamson Eyre, Sra. Biffen, Sra. Swanton, Mary Ker Spittal.

Su interés en historia natural se debió a su padre, quién a pesar de que un comerciante de vino, dedicó mucho de su tiempo al estudio de Mycetozoa. Gulielma actuaba como su ayudante de campo y de laboratorio. Ayudó a su padre en la recopilación de su "Monografía de Mycetozoa", de 1894; y, además revisando y expandiendo ese trabajo con dos ediciones más en 1911 y 1925. Esas adendas presentaban planchas de ilustraciones a la acuarela por parte de Gulielma. Además también empezó a trabajar en las colecciones de Museo Británico (NH) con su padre, a pesar de que nunca tuvo un empleoa oficial. Era contemporánea de Annie Lorrain Smith y de Ethel Barton. Ella catalogó y estudió colecciones botánicas en Kew Gardens, Museo de Historia Natural, París, y la Universidad de Estrasburgo.
Desde 1903, fue elegida miembro activa de la Mycological Society, siendo una de los primeros cien miembros fundantes. Y, fue su presidenta en 1912, y en 1932, y su dedicación al grupo fue reconocida en 1924 al ser hecha miembro honorario. También presidenta del Essex Club de Campo de 1916-1919, siendo la primera mujer que mantuvo la posición. Después de eso fue su vicepresidenta permanentemente. Fue elegida miembro de la Sociedad Linneana de Londres, miembro de consejo (1915-1917, 1927-1931) y vicepresidenta (1929-1931). De 1917 hasta su muerte, perteneció en un fideicomisario en el Fondo de Investigación Botánica, y fue silla de la Unión de Estudio de Naturaleza Escolar por un número de años.
Lister mantuvo correspondencia con amigos micólogos de todo el mundo, incluyendo el Emperador de Japón, quién le envió un par de jarrones dándole las gracias por su ayuda en sus estudios. Para mantenerse al día en las investigaciones, incluso aprendió polaco, para poder leer el trabajo de Jósef Tomasz Rostafinski en el estudio de Myxogastria británicos y europeos. Contribuyó a las Encuestas de Isla Clare de la Real Academia de Irlanda, y con Robert Lloyd Praeger contribuyeron al adelanto de los estudios de Mycetozoa en Irlanda. También se interesó en otros animales, incluyendo pájaros y árboles coníferos. Proporcionó las ilustraciones para Dallimore y el Manual de Coniferae de Jackson y F.J. Hanbury con Illustrated Monograph of the British Hieracia.
Las colecciones botánicas y micológicas de Gulielma pueden ser encontradas en el Museo de Historia Natural, Londres, Museo Stratford y Kew Gardens. Ella legó 74 cuadernos de investigación a la Sociedad Británica de Micología, que posteriormente fueron incorporados al Museo de Historia Natural de Londres, donde se documentó la obra que Lister y su padre habían realizado en colecciones históricas así como en sus propias.

## Lista de publicaciones
- Lister, G. (1909). Guide to British Mycetozoa Exhibited in the Department of Botany, British Museum. 42 pp.
- Lister, G. (1911). A Monograph of the Mycetozoa. A Descriptive Catalogue of the Species in the Herbarium of the British Museum. Edn 2. 304 pp., 201 tabs, 56 figs. London; Witherby.
- Lister, G. (1913). New mycetozoa. Journal of Botany 51: 1-4, tabs 524-525.
- Lister, G. (1913). Mycetozoa found during the Fungus Foray in the Forres District, Sept. 12th to 20th, 1912, with the description of a new species. Transactions of the British Mycological Society 4: 38-44, 1 plate.
- Lister, G (1913). «Mycetozoa found during the Fungus Foray at Haslemere, Sept. 23rd-26th, 1913». Transactions of the British Mycological Society 4: 221-223. doi:10.1016/s0007-1536(12)80024-6.
- Lister, G (1915). «Mycetozoa found during the Fungus Foray in the neighbourhood of Doncaster, Sept. 22nd to 25th, 1914». Transactions of the British Mycological Society 5: 18-20. doi:10.1016/s0007-1536(14)80006-5.
- Lister, G (1915). «Mycetozoa found in the Gower Peninsula, September 19 to October 2, 1915». Transactions of the British Mycological Society 5: 208-210. doi:10.1016/s0007-1536(14)80024-7.
- Lister, G (1917). «Mycetozoa seen during the visit of the British Mycological Society to Shrewsbury, September 24th to 29th, 1917». Transactions of the British Mycological Society 6 (1): 15-17. doi:10.1016/s0007-1536(17)80003-6.
- Lister, G (1919). «Mycetozoa found during the Selby Foray». Transactions of the British Mycological Society 6 (2): 88-91. doi:10.1016/s0007-1536(17)80017-6.
- Lister, G (1920). «Mycetozoa found during the Baslow Foray». Transactions of the British Mycological Society 6 (3): 248-252. doi:10.1016/s0007-1536(17)80034-6.
- Lister, G (1921). «New or rare species of Mycetoza». Journal of Botany, British and Foreign 59: 89-93.
- Lister, G (1921). «Mycetozoa found during the Minehead Foray». Transactions of the British Mycological Society 7 (1-2): 10-12. doi:10.1016/s0007-1536(21)80002-9.
- Lister, G (1922). «List of Mycetozoa found during the Worcester Foray». Transactions of the British Mycological Society 8 (1-2): 8-9. doi:10.1016/s0007-1536(22)80002-4.
- Lister, G (1924). «Mycetozoa of the Windsor Foray». Transactions of the British Mycological Society 10 (1-2): 8-9. doi:10.1016/s0007-1536(24)80002-5.
- Lister, G. (1925). A Monograph of the Mycetozoa. A Descriptive Catalogue of the Species in the Herbarium of the British Museum. Edn 3. 296 pp., 222 tab. London.
- Lister, G (1926). «Mycetozoa found during the Bettws-y-Coed Foray». Transactions of the British Mycological Society 10 (4): 240-242. doi:10.1016/s0007-1536(26)80040-3.
- Lister, G (1926). «Mycetozoa of the Dublin Foray». Transactions of the British Mycological Society 11 (1-2): 22-23. doi:10.1016/s0007-1536(26)80022-1.
- Lister, G (1927). «Mycetozoa gathered during the Hereford Foray». Transactions of the British Mycological Society 12 (2-3): 86-87. doi:10.1016/s0007-1536(27)80002-1.
- Lister, G (1928). «Mycetozoa found during the Aviemore Foray». Transactions of the British Mycological Society 13 (3-4): 312-313. doi:10.1016/s0007-1536(28)80027-1.
- Lister, G (1930). «Mycetozoa gathered during the Bristol Foray». Transactions of the British Mycological Society 15 (1-2): 10-11. doi:10.1016/s0007-1536(30)80003-2.
- Lister, G (1932). «Mycetozoa of the Belfast Foray». Transactions of the British Mycological Society' 17 (1-2): 14-15. doi:10.1016/s0007-1536(32)80023-9.
- Lister, G (1933). «Mycetozoa found during the Haslemere Foray». Transactions of the British Mycological Society 18 (1): 14-16. doi:10.1016/s0007-1536(33)80022-2.
- Lister, G (1934). «Mycetozoa found during the foray of the British Mycological Society at Newcastle, September 18th-21st, 1933». Transactions of the British Mycological Society 19 (1): 10. doi:10.1016/s0007-1536(34)80003-4.
- Lister, G (1937). «Mycetozoa». Transactions of the British Mycological Society 21 (1): 12.
- Lister, G (1938). «Mycetozoa found during the Killarney Foray». Transactions of the British Mycological Society 22 (1-2): 13. doi:10.1016/s0007-1536(38)80004-8.

- La abreviatura «G.Lister» se emplea para indicar a Gulielma Lister como autoridad en la descripción y clasificación científica de los vegetales.[9]